# Reprofotografie
Die Reprofotografie (Reproduktionsfotografie) ist eine Methode der Reproduktionstechnik. Einerseits ist sie ein Teilbereich der Reprografie, andererseits jener Zweig der Fotografie, der sich mit der originalgetreuen Wiedergabe von zweidimensionalen Vorlagen (Buchseiten, Gemälde, Stiche etc.) beschäftigt. Sie umfasst einige der Methoden, welche die technische Reproduzierbarkeit dieser Vorlagen ermöglichen.
Besonderes Augenmerk schenkt die Reprofotografie der originalgetreuen Farb- und Kontrastwiedergabe der Vorlage. Früher wurde sie vor allem in der Druckvorstufe eingesetzt.

## Ausrüstung

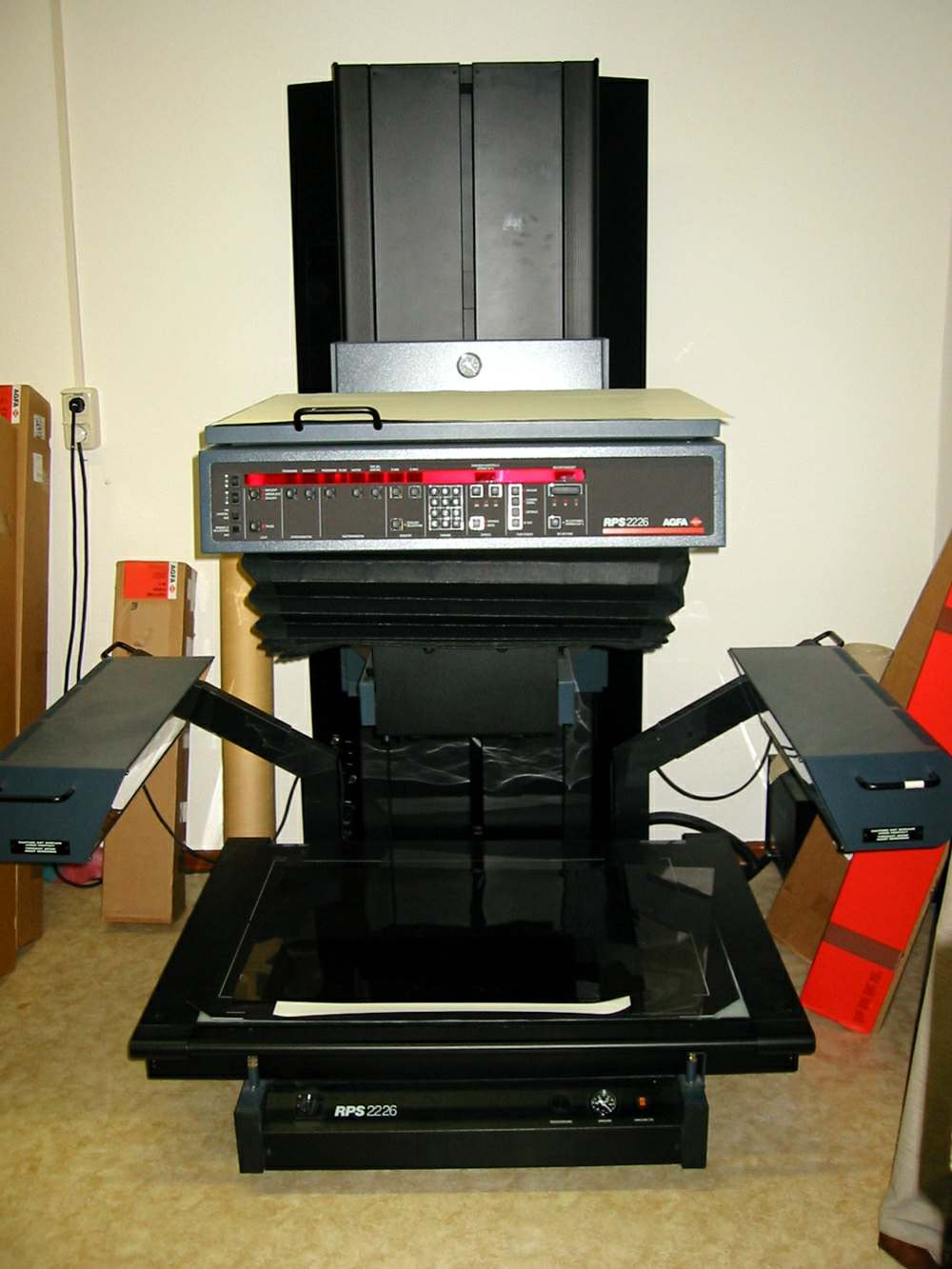
Reprokamera AGFA RPS 2226

Die Reprofotografie ist eine Domäne der einäugigen Spiegelreflexkamera (sowohl Kleinbild als auch Mittelformat) und der Großformatkamera, gleichzeitig des jeweiligen Standardobjektivs oder von Makro-Objektiven mit Standard-Brennweite (entsprechend den Millimetern der Bilddiagonale). In bestimmten Fällen werden bei SLRs dann auch Shift-Objektive verwendet. In jedem Fall sollte das Objektiv immer um mindestens zwei Blendenstufen abgeblendet werden.
Professionelle Reprofotografie verwendet spezielle, für diese Zwecke hergestellte Repro-Kameras (z. B. Zweiraumkameras). Sie werden verwendet, um Landkarten oder andere großformatige Vorlagen zu vervielfältigen.
Unverzichtbar für professionelle Reprofotografie ist ein Stativ, die Möglichkeit der Lichtmessung (oder Ersatzmessung mit Graukarte) und meist auch eine Studioblitzanlage mit Polarisationsfiltern. Meist kommen hier die schärfsten Filme bzw. die niedrigste Empfindlichkeitseinstellung bei einer Digitalkamera zum Einsatz.
Sollen die (Farb-)Fotos später gedruckt werden, ist eine mitfotografierte Farbtafel von Vorteil.
Bei Vorlagen, welche das A2-Format nicht überschreiten, empfiehlt sich die Verwendung eines Reprostativs, welches das Objekt von oben ablichtet.
Meist wird der Fotograf einen Winkel- oder Lichtschachtsucher verwenden. Für ermüdungsfreies Arbeiten hilft ein Autofokus bei der Scharfstellung.

## Aufnahmetechnik allgemein

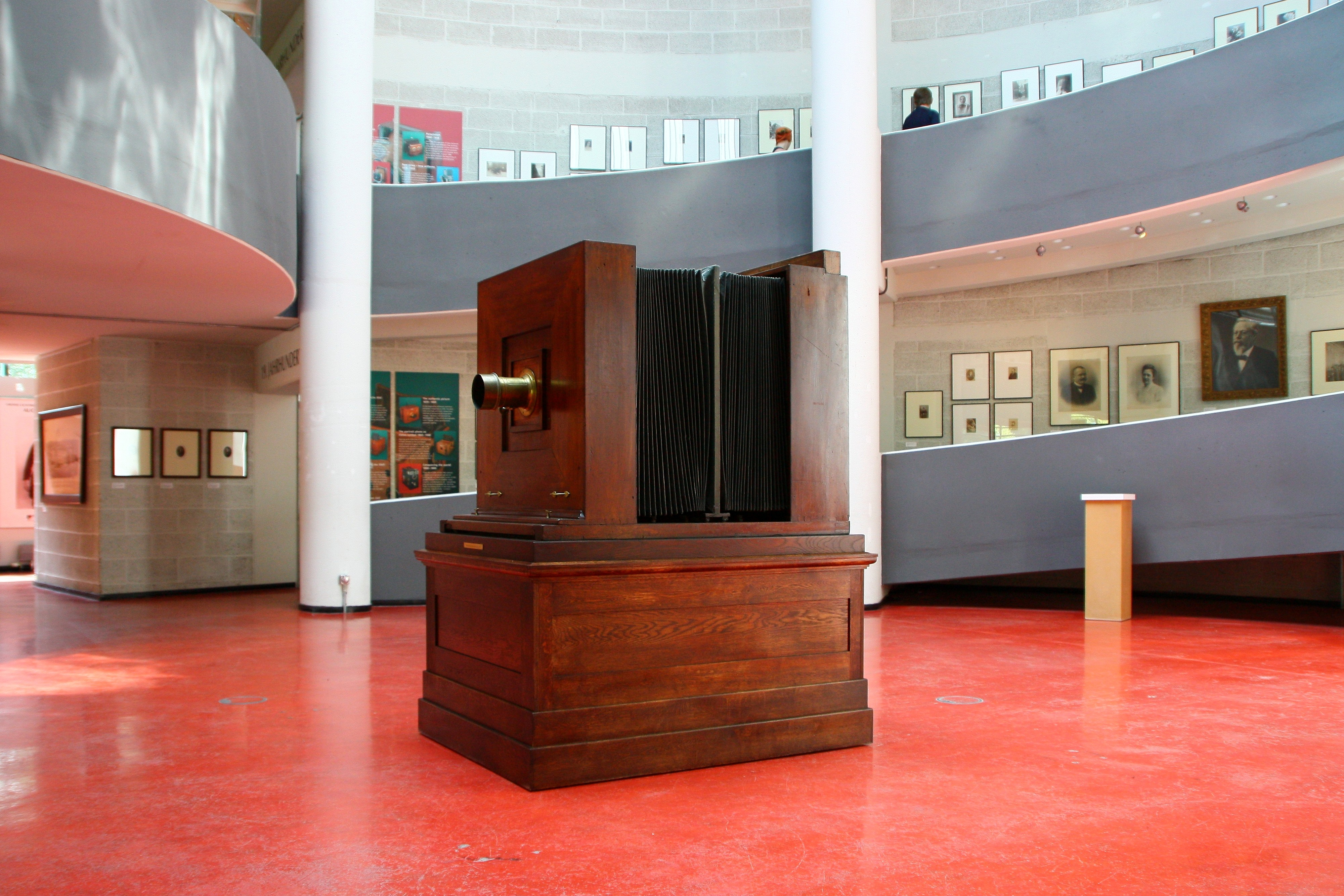
Reprokamera der Fa. Hoh & Hahne, Leipzig 1895 im Deutschen Fotomuseum

Allgemein gilt bei jeder zu reproduzierenden zweidimensionalen Vorlage, dass
1. sich die optische Achse im Mittelpunkt des Objekts befinden muss,
2. die Filmebene absolut parallel zur Objektebene ausgerichtet sein muss.

In der Regel sind zu reproduzierende Bilder rechteckig (ansonsten „denkt“ man sich ein das Objekt umspannende Rechteck), so dass der Bildmittelpunkt einfach durch den Schnittpunkt der Diagonalen des Bildes beschrieben wird. Hierzu reicht beispielsweise das Spannen zweier Bindfäden von den sich diagonal gegenüber befindlichen Ecken des Objekts aus.
Ist die Bildmitte festgelegt, hält man an diese Stelle einen kleinen Spiegel (Taschenspiegel). Nun richtet man die Kamera so aus, dass sich das Objektiv darin kreisrund mit seiner Frontlinse spiegelt, wenn man durch den Spiegelreflex-Sucher schaut. In diesem Fall sind Bild- und Filmebene parallel.

### Studioblitzanlage als Lichtquelle
Soll ein Bild mit Kunstlicht (typischerweise einer Studioblitzanlage) aufgenommen werden, so braucht man mindestens zwei Lichtquellen gleicher Leuchtstärke, die jeweils an beiden Seiten des Objekts im 45°-Winkel positioniert werden. Besser sind vier, also an jeder Ecke eine. Bei reflektierenden Oberflächen wie einem Ölgemälde müssen die Lichtquellen mit Polarisationsfiltern versehen werden, wobei darauf zu achten ist, dass diese abwechselnd horizontal und vertikal ausgerichtet sein müssen.

### Tageslicht als Lichtquelle
Steht keine Studioblitzanlage und dergleichen zur Verfügung, muss man bei reflektierenden Oberflächen (Ölgemälden) darauf achten, dass keine direkte Lichtquelle auf das Objekt strahlt.
Ein bewährter Trick ist das Fotografieren im Gegenlicht an einer im Schatten liegenden Wand in einem hellen Raum. Die Fenster sollten direktes Sonnenlicht hineinlassen, aber mit weißen Vorhängen oder Laken verhängt sein. Diese natürlichen Lichtquellen dürfen sich aber nicht in zu großer Nähe zur optischen Achse oder gar im endgültigen Bild selbst befinden.
Hierbei empfiehlt sich der Einsatz einer Streulichtblende und eines kontrastreichen Films.